# Ronde van Italië 2021/Veertiende etappe
De veertiende etappe van de Ronde van Italië 2021 werd verreden op 22 mei van Cittadella naar de Monte Zoncolan. Het betroft een etappe over 209 kilometer waarin wederom de vroege vlucht mocht strijden om de etappezege. Op de flanken van de Zoncolan was Lorenzo Fortunato de beste en pakte Egan Bernal tijd op alle concurrenten voor de eindzege.
| Cittadella – Monte Zoncolan (206,0 km) |                   |                       |          |
| Plaats                                 | Naam              | Ploeg                 | Tijd     |
| 1                                      | Lorenzo Fortunato | EOLO-Kometa           | 5u17'22" |
| 2                                      | Jan Tratnik       | Bahrain-Victorious    | + 26"    |
| 3                                      | Alessandro Covi   | UAE Team Emirates     | + 59"    |
| 4                                      | Egan Bernal       | INEOS Grenadiers      | + 1'43"  |
| 5                                      | Bauke Mollema     | Trek-Segafredo        | + 1'47"  |
| 6                                      | Simon Yates       | Team BikeExchange     | + 1'54"  |
| 7                                      | George Bennett    | Team Jumbo-Visma      | + 2'10"  |
| 8                                      | Nélson Oliveira   | Movistar Team         | + 2'18"  |
| 9                                      | Daniel Martínez   | INEOS Grenadiers      | + 2'22"  |
| 10                                     | Damiano Caruso    | Bahrain-Victorious    | z.t.     |
|                                        |                   |                       |          |
| 19                                     | Remco Evenepoel   | Deceuninck–Quick-Step | + 3'13"  |

| Algemeen klassement |                  |                       |           |
| Plaats              | Naam             | Ploeg                 | Tijd      |
| Roze trui           | Egan Bernal      | INEOS Grenadiers      | 58u30'47" |
| 2                   | Simon Yates      | Team BikeExchange     | + 1'33"   |
| 3                   | Damiano Caruso   | Bahrain-Victorious    | + 1'51"   |
| 4                   | Aleksandr Vlasov | Astana-Premier Tech   | + 1'57"   |
| 5                   | Hugh Carthy      | EF Education-Nippo    | + 2'11"   |
| 6                   | Emanuel Buchmann | BORA-hansgrohe        | + 2'36"   |
| 7                   | Giulio Ciccone   | Trek-Segafredo        | + 3'03"   |
| 8                   | Remco Evenepoel  | Deceuninck–Quick-Step | + 3'52"   |
| 9                   | Daniel Martínez  | INEOS Grenadiers      | + 3'54"   |
| 10                  | Romain Bardet    | Team DSM              | + 4'31"   |
|                     |                  |                       |           |
| 21                  | Koen Bouwman     | Team Jumbo-Visma      | + 16'07"  |

## Opgaves
- David Dekker (Team Jumbo-Visma): niet gestart
- Nicolas Edet (Cofidis): opgave tijdens de etappe vanwege een breuk in zijn linkeropperarmbeen
- Dylan Groenewegen (Team Jumbo-Visma): niet gestart
- Jai Hindley (Team DSM): niet gestart vanwege zadelpijn
- Roger Kluge (Lotto Soudal): opgave tijdens de etappe

1e etappe ·
2e etappe ·
3e etappe ·
4e etappe ·
5e etappe ·
6e etappe ·
7e etappe ·
8e etappe ·
9e etappe ·
10e etappe ·
11e etappe ·
12e etappe ·
13e etappe ·
14e etappe ·
15e etappe ·
16e etappe ·
17e etappe ·
18e etappe ·
19e etappe ·
20e etappe ·
21e etappe
Startlijst · Eindstanden · Afbeeldingen